# Collegio di Lancaster and Fleetwood
Lancaster and Fleetwood è stato un collegio elettorale situato nel Lancashire, nel Nord Ovest dell'Inghilterra, e rappresentato alla Camera dei comuni del Parlamento del Regno Unito. Eleggeva un membro del parlamento con il sistema first-past-the-post, ossia maggioritario a turno unico; il collegio è stato abolito in occasione della revisione del 2024, e la sua area divisa tra i due re-istituiti collegi di Blackpool North and Fleetwood e Lancaster and Wyre.

## Estensione
Il collegio di Lancaster and Fleetwood fu soggetto a consultazione pubblica a seguito della decisione di creare un nuovo collegio nel Lancashire per le elezioni generali del 2010, che portò a cambiamenti significativi nella parte centrale e meridionale della contea. Durante il processo consultivo, il ward Cabus, appartenente al Borough di Wyre, fu spostato da Lancaster and Fleetwood al collegio di Wyre and Preston North.
Il seggio constava dei seguenti ward elettorali:
- Bulk, Castle, Duke's, Ellel, John O'Gaunt, Lower Lune Valley, Scotforth East, Scotforth West e University nella Città di Lancaster
- Mount, Park, Pharos, Pilling, Preesall, Rossall, Warren e Wyresdale nel borough di Wyre

## Membri del parlamento
| Elezione | Elezione | Membro           | Partito          |
| -------- | -------- | ---------------- | ---------------- |
|          | 2010     | Eric Ollerenshaw | Conservatore     |
|          | 2015     | Cat Smith        | Laburista        |
|          | 2024     | Collegio abolito | Collegio abolito |

## Elezioni

### Elezioni negli anni 2010
| Partito                    | Partito                                | Candidato                  | Risultati 12 dicembre 2019 | Risultati 12 dicembre 2019 |
| Partito                    | Partito                                | Candidato                  | Voti                       | %                          |
| -------------------------- | -------------------------------------- | -------------------------- | -------------------------- | -------------------------- |
|                            | Laburista                              | Cat Smith                  | 21 184                     | 46,85                      |
|                            | Conservatore                           | Louise Thistlethwaite      | 18 804                     | 41,58                      |
|                            | Lib Dem                                | Peter Jackson              | 2 018                      | 4,46                       |
|                            | Brexit                                 | Leanne Murray              | 1 817                      | 4,02                       |
|                            | Verdi                                  | Caroline Jackson           | 1 396                      | 3,09                       |
|                            |                                        |                            |                            |                            |
| Iscritti                   | Iscritti                               | Iscritti                   | 70 059                     | 100,00                     |
| ↳ Votanti (% su iscritti)  | ↳ Votanti (% su iscritti)              | ↳ Votanti (% su iscritti)  | 45 219                     | 64,54                      |
| ↳ Astenuti (% su iscritti) | ↳ Astenuti (% su iscritti)             | ↳ Astenuti (% su iscritti) | 24 840                     | 35,46                      |
|                            |                                        |                            |                            |                            |
|                            | Esito: collegio confermato a Laburista |                            |                            |                            |

| Partito                    | Partito                                | Candidato                  | Risultati 8 giugno 2017 | Risultati 8 giugno 2017 |
| Partito                    | Partito                                | Candidato                  | Voti                    | %                       |
| -------------------------- | -------------------------------------- | -------------------------- | ----------------------- | ----------------------- |
|                            | Laburista                              | Cat Smith                  | 25 342                  | 55,10                   |
|                            | Conservatore                           | Eric Ollerenshaw           | 18 681                  | 40,62                   |
|                            | Lib Dem                                | Robin Long                 | 1 170                   | 2,54                    |
|                            | Verdi                                  | Rebecca Novell             | 796                     | 1,73                    |
|                            |                                        |                            |                         |                         |
| Iscritti                   | Iscritti                               | Iscritti                   | 66 941                  | 100,00                  |
| ↳ Votanti (% su iscritti)  | ↳ Votanti (% su iscritti)              | ↳ Votanti (% su iscritti)  | 45 989                  | 68,70                   |
| ↳ Astenuti (% su iscritti) | ↳ Astenuti (% su iscritti)             | ↳ Astenuti (% su iscritti) | 20 952                  | 31,30                   |
|                            |                                        |                            |                         |                         |
|                            | Esito: collegio confermato a Laburista |                            |                         |                         |

| Partito                    | Partito                                           | Candidato                  | Risultati 7 maggio 2015 | Risultati 7 maggio 2015 |
| Partito                    | Partito                                           | Candidato                  | Voti                    | %                       |
| -------------------------- | ------------------------------------------------- | -------------------------- | ----------------------- | ----------------------- |
|                            | Laburista                                         | Cat Smith                  | 17 643                  | 42,27                   |
|                            | Conservatore                                      | Eric Ollerenshaw           | 16 378                  | 39,24                   |
|                            | UKIP                                              | Matthew Atkins             | 4 060                   | 9,73                    |
|                            | Verdi                                             | Chris Coates               | 2 093                   | 5,01                    |
|                            | Lib Dem                                           | Robin Long                 | 1 390                   | 3,33                    |
|                            | Northern                                          | Harold Elletson            | 174                     | 0,42                    |
|                            |                                                   |                            |                         |                         |
| Iscritti                   | Iscritti                                          | Iscritti                   | 60 842                  | 100,00                  |
| ↳ Votanti (% su iscritti)  | ↳ Votanti (% su iscritti)                         | ↳ Votanti (% su iscritti)  | 41 738                  | 68,60                   |
| ↳ Astenuti (% su iscritti) | ↳ Astenuti (% su iscritti)                        | ↳ Astenuti (% su iscritti) | 19 104                  | 31,40                   |
|                            |                                                   |                            |                         |                         |
|                            | Esito: collegio passa da Conservatore a Laburista |                            |                         |                         |

| Partito                    | Partito                                         | Candidato                  | Risultati 6 maggio 2010 | Risultati 6 maggio 2010 |
| Partito                    | Partito                                         | Candidato                  | Voti                    | %                       |
| -------------------------- | ----------------------------------------------- | -------------------------- | ----------------------- | ----------------------- |
|                            | Conservatore                                    | Eric Ollerenshaw           | 15 404                  | 36,07                   |
|                            | Laburista                                       | Clive Grunshaw             | 15 071                  | 35,29                   |
|                            | Lib Dem                                         | Stuart Langhorn            | 8 167                   | 19,13                   |
|                            | Verdi                                           | Gina Dowding               | 1 888                   | 4,42                    |
|                            | UKIP                                            | Fred McGlade               | 1 020                   | 2,39                    |
|                            | BNP                                             | Debra Kent                 | 938                     | 2,20                    |
|                            | Indipendente                                    | Keith Riley                | 213                     | 0,50                    |
|                            |                                                 |                            |                         |                         |
| Iscritti                   | Iscritti                                        | Iscritti                   | 69 887                  | 100,00                  |
| ↳ Votanti (% su iscritti)  | ↳ Votanti (% su iscritti)                       | ↳ Votanti (% su iscritti)  | 42 701                  | 61,10                   |
| ↳ Astenuti (% su iscritti) | ↳ Astenuti (% su iscritti)                      | ↳ Astenuti (% su iscritti) | 27 186                  | 38,90                   |
|                            |                                                 |                            |                         |                         |
|                            | Esito: collegio a Conservatore (nuovo collegio) |                            |                         |                         |

## Risultati dei referendum

### Referendum sulla permanenza del Regno Unito nell'Unione europea del 2016
|             | Collegio                | Lasciare UE % | Rimanere in UE % |
| ----------- | ----------------------- | ------------- | ---------------- |
|             | Lancaster and Fleetwood | 50,9%         | 49,1%            |
| Inghilterra | 53,3%                   | 46,7%         |                  |
| Regno Unito | 51,9%                   | 48,1%         |                  |